# 高知東警察署
高知東警察署（こうちひがしけいさつしょ）は、高知県警察が管轄する警察署の一つ。署長は警視。

## 所在地

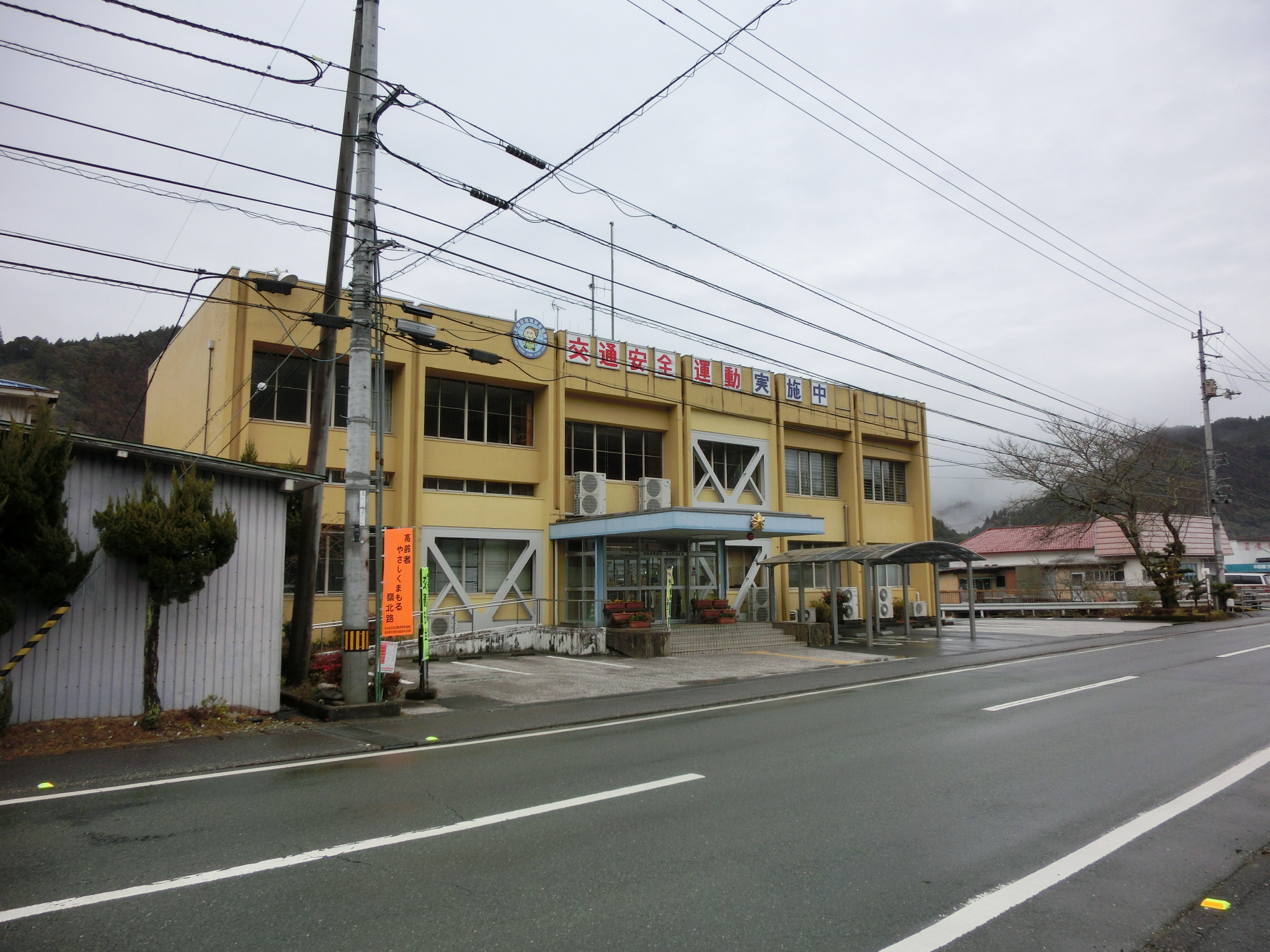
本山警察庁舎

- 本署
  - 高知市大津乙807番地1
- 本山警察庁舎（分庁舎）
  - 高知県長岡郡本山町本山850番地1

## 管轄区域
- 高知市のうち
  - 土佐山菖蒲
  - 土佐山西川
  - 土佐山梶谷
  - 土佐山
  - 土佐山高川
  - 土佐山桑尾
  - 土佐山都網
  - 土佐山弘瀬
  - 土佐山東川
  - 土佐山中切
  - 布師田
  - 一宮
  - 薊野
  - 重倉
  - 久礼野
  - 薊野西町一～三丁目
  - 薊野北町一～四丁目
  - 薊野東町
  - 薊野中町
  - 薊野南町
  - 一宮西町一～四丁目
  - 一宮しなね一・二丁目
  - 一宮南町一・二丁目
  - 一宮中町一～三丁目
  - 一宮東町一～五丁目
  - 一宮徳谷
  - 国分川の左岸側の区域又は浦戸湾以東の区域
- 長岡郡
  - 本山町
  - 大豊町
- 土佐郡
  - 土佐町
  - 大川村

## 沿革

### 本山警察署
- 1878年(明治11年)6月11日 - 高知警察署本山分署が設置される[1]。
- 1881年(明治14年)1月1日 - 本山警察署に改称[1]。
- 1883年(明治16年)8月3日 - 高知警察署本山分署に降格[1]。
- 1888年(明治21年)2月27日 - 後免警察署本山分署に管轄が変更される[1]。
- 1912年(明治45年)4月1日 - 大篠警察署本山分署に改称[1]。
- 1916年(大正5年)10月1日 - 本山警察署に昇格[1]。
- 1948年(昭和23年)2月1日 - 旧警察法施行により国家地方警察嶺北地区警察署と自治体警察本山町警察署に分割[1]。
- 1951年（昭和26年） - 本山町警察署廃止。
- 1952年(昭和27年)1月1日 - 本山地区警察署に改称[1]。
- 1954年(昭和29年)7月1日 - 高知県警察に移管され、高知県本山警察署に改称[1]。

### 高知東警察署
- 2014年(平成26年)4月1日：高知東警察署新設[2]。本山警察署が高知東警察署本山警察庁舎となる。
  - 高知警察署、高知南警察署、南国警察署、香美警察署、本山警察署の管轄区域を分割[3]。
- 2025年（令和7年）4月1日：大津駐在所を廃止。

## 組織
- 警務課
- 会計課
- 留置管理課
- 刑事課
- 生活安全課
- 地域課
- 交通課
- 警備課

## 交番
- 高知市
  - 一宮交番 - 高知市一宮中町三丁目12番17号
  - 高須交番 - 高知市高須一丁目2番13号
  - 三里交番 - 高知市種崎517番地3

## 駐在所
- 高知市
  - 介良駐在所 - 高知市介良乙1648番地1
  - 五台山駐在所 - 高知市五台山5004番地
  - 土佐山駐在所 - 高知市土佐山120番地9

- 大豊町
  - 杉駐在所 - 長岡郡大豊町杉33番地4
  - 豊永駐在所 - 長岡郡大豊町東土居196番地13

- 土佐町
  - 田井駐在所 - 土佐郡土佐町田井1445番地2
  - 森駐在所 - 土佐郡土佐町土居231番地1
  - 地蔵寺駐在所 - 土佐郡土佐町地蔵寺2477番地5

- 大川村
  - 小松駐在所 - 土佐郡大川村小松85番地2

- かつて存在した駐在所
  - 大津駐在所 - 高知市大津乙923番地27（2025年4月1日、建物の老朽化と本署に近いため廃止。）

## 周辺
- 高知運輸支局大津庁舎
- 大津郵便局
- 高知県中央東県税事務所
- 高知市立大津中学校
- 高知市立大津小学校
- ナンコクスーパー大津店

## アクセス
- とさでん交通後免線田辺島通停留場下車、徒歩800m
- 高知県道374号高知南国線（大津バイパス）沿い